# Ivalojoki
Ivalojoki – rzeka w północno-zachodniej Finlandii, wpływająca do jeziora Inari. Płynie głównie przez teren bagienny i niezamieszkany. W dolnym biegu rzeka płynie licznymi zakolami na terenie Parku Narodowego Lemmenjoki. Jej długość wynosi 187 km.

## Historia
W latach 70. XIX w. rzeka była terenem poszukiwania złota, które odbywało się tylko w miesiącach letnich ze względu na zimy polarne. Legenda głosi, że jeden z poszukiwaczy złota, Tuomas Rukka znalazł tam dwa samorodki o wadze 385 i 370 g.

## Turystyka
Ivalojoki jest rzeką, na której odbywają się liczne spływy kajakowe. Rzeka również przyciąga wędkarzy: występują tu szczupak i sieja.